# Brian Spalding
Pour les articles homonymes, voir Spalding.
Dudley Brian Spalding, (né le 9 janvier 1923) à New Malden (Angleterre) et mort le 27 novembre 2016 à Londres, est un physicien anglais qui s'est illustré dans le domaine de la mécanique des fluides et de la combustion,,.

## Biographie
Brian Spalding commence ses études au King's College de Londres puis obtient un Bachelor of Science à l'université d'Oxford en 1944 à la suite duquel il rejoint le Rocket Propulsion Establishment (en) à Westcott. À la fin de la guerre il séjourne 18 mois en Allemagne pour acquérir le savoir-faire accumulé en combustion. Il y fait la connaissance de sa future compagne Eda Ilse-Lotte Göricke. Il est révoqué en 1948 à cause de son appartenance passée au parti communiste.
En 1951 il soutient une thèse à l'université de Cambridge.
En 1954 il entre comme lecteur à l'Imperial College, et travaille dans le départment d'ingénierie mécanique. Il devient professeur en 1958, enseignant les problèmes de transfert de chaleur.
Il fonde la société de services Combustion Heat and Momentum Ltd en 1969, renommée Concentration Heat And Momentum Limited (CHAM) en 1974. Cette société travaille sur les problèmes de mécanique des fluides et transferts thermiques et développe le code PHOENICS qui est le premier code industriel du domaine (1981). 
À la fin des années 1970 il occupe pendant quelques années la chaire Reilly à l'université Purdue.
Il reste actif jusqu'à sa mort à Londres d'une maladie contractée au cours d'une tournée de conférences.

## Distinctions
- Prix James Clayton de l'Institution of Mechanical Engineers (en) (1970)[1]  ;
- Max Jakob Memorial Award (en) de l'American Institute of Chemical Engineers (1978) ;
- Médaille d'Or de l'Institut Français de l’Énergie (1980) ;
- Médaille Bernard Lewis de Institut de la combustion (1982) ;
- Compagnon de la Royal Society (1983) ;
- Médaille Luikov de l'International Centre for Heat and Mass Transfer (1986) ;
- Compagnon de la Royal Academy of Engineering (1989) ;
- Lauréat Global Energy de la Global Energy Foundation (Russie) (2009) ;
- Médaille Benjamin Franklin du Franklin Institute (2010) ;
- Prix A. V. Luikov de l'académie des sciences de la Biélorussie (2010) ;
- Prix Huw Edwards de l'Institute of Physics (2011).

## Ouvrages
- (en) D. B. Spalding, Convective Mass Transfer- An Introduction, McGraw Hill, 1963
- (en) Brian Launder et Dudley Brian Spalding, Mathematical Models of Turbulence, Academic Press, 1972
- (en) D. B. Spalding et E. H. Cole, Engineering Thermodynamics, Edward Arnold, 1973
- (en) D. B. Spalding, Combustion and Mass Transfer, Elsevier, 1978